# Пойнт-Ізабел (Індіана)
Пойнт-Ізабел (англ. Point Isabel) — переписна місцевість (CDP) в США, в окрузі Грант штату Індіана. Населення — 114 особи (2020).

## Географія
Пойнт-Ізабел розташований за координатами 40°25′14″ пн. ш. 85°49′19″ зх. д. / 40.42056° пн. ш. 85.82194° зх. д. (40.420603, -85.821997).  За даними Бюро перепису населення США в 2010 році переписна місцевість мала площу 8,81 км², уся площа — суходіл.

## Демографія
Згідно з переписом 2010 року, у переписній місцевості мешкала 91 особа в 35 домогосподарствах у складі 29 родин. Густота населення становила 10 осіб/км².  Було 45 помешкань (5/км²).
Расовий склад населення:
| - 86,8 % — білих - 4,4 % — осіб інших рас |

До двох чи більше рас належало 8,8 %. Частка іспаномовних становила 9,9 % від усіх жителів.
За віковим діапазоном населення розподілялося таким чином: 20,9 % — особи молодші 18 років, 65,9 % — особи у віці 18—64 років, 13,2 % — особи у віці 65 років та старші. Медіана віку мешканця становила 43,4 року. На 100 осіб жіночої статі у переписній місцевості припадало 97,8 чоловіків;  на 100 жінок у віці від 18 років та старших — 105,7 чоловіків також старших 18 років.
Середній дохід на одне домашнє господарство  становив 181 284 долари США (медіана — 69 271), а середній дохід на одну сім'ю — 181 284 долари (медіана — 69 271). 
Цивільне працевлаштоване населення становило 50 осіб. Основні галузі зайнятості: виробництво — 36,0 %, освіта, охорона здоров'я та соціальна допомога — 18,0 %, сільське господарство, лісництво, риболовля — 18,0 %.